# Coccidulinae
I Coccidulinae Mulsant, 1850, sono una sottofamiglia di insetti dell'ordine dei Coleotteri (famiglia Coccinellidae), comprendente numerose specie di piccole dimensioni.

## Descrizione
Queste coccinelle sono poco appariscenti per le piccole dimensioni (in genere circa 3 mm) e per il colore a tinte bruno-marrone. I caratteri fondamentali sono l'abbondante peluria che ricopre il corpo e le antenne relativamente lunghe, circa metà della larghezza del corpo.
Possono essere confuse con gli Scymninae dai quali si distinguono per la conformazione del pronoto: negli Scimnini il pronoto è marcatamente convesso al centro, con una brusca angolatura ai lati in modo da accogliere il capo visibilmente infossato nel protorace; nei Coccidulini è invece poco convesso e mostra solo una leggera e più armoniosa curvatura.
Le antenne sono composte sempre da 10-11 articoli, ad eccezione dei Noviini, nei quali sono formate da 8 articoli.

## Sistematica
La suddivisione interna di questa sottofamiglia ha subito diverse revisioni e ci sono divergenze in merito alla posizione di alcune tribù o generi. Alcune fonti ritengono che la tribù dei Noviini faccia parte della sottofamiglia degli Ortaliinae . In questa sede, che adotta la classificazione di FÜRSCH  la sottofamiglia è suddivisa nelle seguenti tribù:
- Tribù Azyini. Generi:
  - Azya
  - Pseudoazya
- Tribù Coccidulini. Generi:
  - Adoxellus
  - Auladoria
  - Botynella
  - Bucolinus
  - Bucolus
  - Bura
  - Coccidula
  - Cranoryssus
  - Empia
  - Epipleuria
  - Eupalea
  - Erithionyx
  - Eupaleoides
  - Geodimmockius
  - Hazisia
  - Hypoceras
  - Microrhizobius
  - Mimoscymnus
  - Nothocolus
  - Nothorhyzobius
  - Orbipressus
  - Orynipus
  - Paracranoryssus
  - Planorbata
  - Psorolyma
  - Rhyzobius
  - Rodatus
  - Stenadalia
  - Stenococcus
  - Syntona
- Tribù Cranophorini. Generi:
  - Cassiculus
  - Cranophorus
- Tribù Exoplectrini. Generi:
  - Ambrocharis
  - Anisorhizobius
  - Aulis
  - Chapinella
  - Chnoodes
  - Coeliaria
  - Cyrtaulis
  - Dioria
  - Discoceras
  - Exoplectra
  - Neorhizobius
  - Neoryssomus
  - Hovaulis
  - Oridia
  - Peralda
  - Rhizoryssomus
  - Siola
  - Sumnius
- Tribù Lithophilini. Generi:
  - Lithophilus
- Tribù Monocorynini. Generi:
  - Mimolithophilus
  - Monocoryna
- Tribù Noviini. Generi:
  - Anovia
  - Eurodolia
  - Novius
  - Rodolia
  - Vedalia
- Tribù Oryssomini. Generi:
  - Oryssomus
  - Pseudoryssomus
- Tribù Poriini. Generi:
  - Poria